# A+ (EP)
A+ es el cuarto miniálbum de la cantante surcoreana Hyuna. Fue lanzado digitalmente el 21 de agosto de 2015 y físicamente el 24 de agosto, por Cube Entertainment y distribuido por Universal Music. El miniálbum consta de 5 canciones, incorporando los géneros del Hip hop y el Pop. Para promocionar el EP, Hyuna se presentó en diversos programas musicales surcoreanos, como Music Bank, Show! Music Core y Inkigayo. La canción "Roll Deep" fue lanzada como la canción principal del miniálbum.

## Desempeño comercial
A+ debutó y alcanzó la posición 5 en el Gaon Album Chart en su primera semana. En su segunda semana dentro de la lista, el miniálbum cayó a la posición 33. También ingresó a la lista mensual del Gaon Album Chart en la posición 15 por vender 7.387 copias físicas.
La canción principal, "Roll Deep", debutó en la posición 32 del Gaon Digital Chart en su primera semana - solo dos días a la venta - con 80.086 descargas digitales vendidas y 843.443 streams. En su segunda semana dentro de la lista - primera semana completa a la venta -, la canción alcanzó la posición 13 con 107.723 descargas digitales vendidas y 2.599.263 streams. También ingresó a la lista mensual del Gaon Digital Chart en la posición 44 por el mes de agosto, con 204.221 descargas digitales y 4.136162 streams totales.

## Lista de canciones
| N.º | Título                                    | Letras                                            | Música                                 | Arreglo                              | Duración |  |
| 1.  | «Run & Run (Intro)»                       | Hyuna, Seo Jaewoo, Big Sancho                     | Seo Jaewoo, Big Sancho                 | Seo Jaewoo, Big Sancho, Son Youngjin | 01:31    |  |
| 2.  | «Roll Deep» (con Jung Ilhoon)             | Seo Jaewoo, Big Sancho, Son Youngjin, Jung Ilhoon | Seo Jaewoo, Big Sancho, Son Youngjin   | Seo Jaewoo, Big Sancho               | 03:22    |  |
| 3.  | «Ice Ice» (con Yuk Jidam)                 | Big Sancho, Hyuna, Yuk Jidam                      | Seo Jaewoo                             | Seo Jaewoo, Big Sancho               | 03:16    |  |
| 4.  | «Get Out of My House» (con Kwon Jungyeol) | Big Sancho, Jung Ilhoon, Kwon Jungyeol            | Big Sancho, Jung Ilhoon, Kwon Jungyeol | Seo Jaewoo, Big Sancho               | 03:22    |  |
| 5.  | «Serene»                                  | Seo Jaewoo, Son Youngjin, Hyuna                   | Seo Jaewoo, Son Youngjin               | Seo Jaewoo, Son Youngjin             | 03:42    |  |

## Listas y ventas

### Listas semanales
| Lista (2015)                     | Posición |
| -------------------------------- | -------- |
| Corea del Sur (Gaon Album Chart) | 5        |

### Listas mensuales
| Lista (2015)                     | Posición |
| -------------------------------- | -------- |
| Corea del Sur (Gaon Album Chart) | 15       |

### Ventas
| País          | Ventas                  |
| ------------- | ----------------------- |
| Corea del Sur | 7.387+ (copias físicas) |